# Данн (Північна Кароліна)
Данн (англ. Dunn) — місто (англ. city) в США, в окрузі Гарнетт штату Північна Кароліна. Населення — 8446 осіб (2020).

## Географія
Данн розташований за координатами 35°18′41″ пн. ш. 78°36′52″ зх. д. / 35.31139° пн. ш. 78.61444° зх. д. (35.311314, -78.614356).  За даними Бюро перепису населення США в 2010 році місто мало площу 16,77 км², уся площа — суходіл. В 2017 році площа становила 17,65 км², з яких 17,63 км² — суходіл та 0,02 км² — водойми.

## Демографія
Згідно з переписом 2010 року, у місті мешкали 9263 особи в 3956 домогосподарствах у складі 2363 родин. Густота населення становила 552 особи/км².  Було 4417 помешкань (263/км²).
Расовий склад населення:
| - 50,2 % — білих - 42,5 % — чорних або афроамериканців - 1,0 % — корінних американців - 0,8 % — азіатів - 0,1 % — вихідців з тихоокеанських островів - 3,2 % — осіб інших рас |

До двох чи більше рас належало 2,2 %. Частка іспаномовних становила 5,3 % від усіх жителів.
За віковим діапазоном населення розподілялося таким чином: 23,7 % — особи молодші 18 років, 57,5 % — особи у віці 18—64 років, 18,8 % — особи у віці 65 років та старші. Медіана віку мешканця становила 41,0 року. На 100 осіб жіночої статі у місті припадало 82,8 чоловіків;  на 100 жінок у віці від 18 років та старших — 76,3 чоловіків також старших 18 років.
Середній дохід на одне домашнє господарство  становив 45 908 доларів США (медіана — 29 364), а середній дохід на одну сім'ю — 58 583 долари (медіана — 41 712). Медіана доходів становила 37 195 доларів для чоловіків та 31 941 долар для жінок. За межею бідності перебувало 26,6 % осіб, у тому числі 41,0 % дітей у віці до 18 років та 15,9 % осіб у віці 65 років та старших.
Цивільне працевлаштоване населення становило 3741 особа. Основні галузі зайнятості: освіта, охорона здоров'я та соціальна допомога — 27,7 %, роздрібна торгівля — 12,5 %, мистецтво, розваги та відпочинок — 11,7 %.